# Lusakunk
Lusakunq là một đô thị thuộc tỉnh Gegharkunik, Armenia. Dân số ước tính năm 2011 là 1623 người.